# 1942年の音楽
1942年の音楽（1942ねんのおんがく）では、1942年（昭和17年）の世界の音楽についてまとめる。

## 概要
- グレン・ミラー[1]が「チャタヌガ・チューチュー」で、初のゴールド・ディスクを獲得した。

## 洋楽シングル
- ビング・クロスビー「ホワイト・クリスマス」[2]
- ハリー・ジェイムズ[3]と彼のオーケストラ「スリーピー・ラグーン」

## 邦楽シングル
- 赤坂小梅「黒田節（黒田武士）」
- 淡谷のり子「牧場の我が家」
- 並木路子「世界隣組」
- 四家文子「空の神兵」(4月発売)共唱： 鳴海信輔
- 渡辺はま子「西貢だより」(7月発売)共唱：藤山一郎
- 二葉あき子「高原の月」(8月発売)共唱：霧島昇「青い花瓶」(8月発売)
- 東海林太郎「戦友の遺骨を抱いて」
- 菊池章子「湖畔の乙女」
- 灰田勝彦「新雪」「鈴懸の径」「ジャワのマンゴ売り」共唱：大谷洌子「マニラの街角で」共唱：歌上艶子
- 小畑実「婦系図の歌」(湯島の白梅）共唱：藤原亮子
- 小唄勝太郎「明日はお立ちか」
- 柴田睦陸「朝だ元気で」共唱：藤原亮子

## デビュー
- 1月 - 並木路子／「世界隣組」
- 12月 - 大野一子／「パゴダの鐘」

## 誕生
- 1月10日 - 小松政夫（コメディアン・タレント・俳優、+2020年・78歳没）
- 1月11日 - クラレンス・クレモンズ（サクソフォーン奏者、+2011年・69歳没）
- 1月13日 - 志賀勝（俳優・歌手・タレント、+2020年・78歳没）
- 1月15日 - 岡本おさみ（作詞家、+2015年・73歳没）
- 1月27日 - 浅川マキ（歌手、+2010年・67歳没）
- 1月30日 - マーティー・バリン（歌手、ジェファーソン・エアプレイン、+2018年・76歳没）
- 2月1日 - ペドロ梅村（歌手、ペドロ&カプリシャス）
- 2月9日 - キャロル・キング（シンガーソングライター）
- 2月11日 - オーティス・クレイ（歌手、+2016年・73歳没）
- 2月13日 - ピーター・トーク（歌手、モンキーズ、+2019年・77歳没）
- 2月27日 - ブランディーヌ・ヴェルレ（クラヴサン奏者・音楽教師、+2018年・76歳没）
- 2月28日 - ブライアン・ジョーンズ（歌手、ローリング・ストーンズ、+1969年・27歳没）
- 3月12日 - 黒木憲（演歌歌手、+2006年・64歳没）
- 3月13日 - スキャットマン・ジョン（ミュージシャン、+1999年・57歳没）
- 3月16日 - ジェリー・ジェフ・ウォーカー（シンガーソングライター、+2020年・78歳没）
- 3月18日 - マイク・ヴィルヘルム（歌手、ザ・シャーラタンズ/フレイミン・グルーヴィーズ、+2019年・77歳没）
- 3月25日 - アレサ・フランクリン（ソウル歌手、+2018年・76歳没）
- 3月26日 - 岸千恵子（民謡歌手、+2011年・69歳没）
- 4月2日 - レオン・ラッセル（シンガーソングライター、+2016年・74歳没）
- 4月29日 - 宗紀子（歌手、二代目コロムビア・ローズ、+2020年・78歳没）
- 5月16日 - ささきいさお（歌手）
- 6月18日 - ポール・マッカートニー（歌手、ザ・ビートルズ）
- 6月30日 - 奥成達（詩人・ジャズ評論家・作詞家・トランペット奏者、+2015年・73歳没）
- 7月11日 - トーマス・スタンコ（ジャズトランペッター、+2018年・76歳没）
- 7月13日 - ロジャー・マッギン（ミュージシャン）
- 7月23日 - 松方弘樹（俳優・歌手、+2017年・74歳没）
- 9月21日 - U・ロイ（レゲエディージェイ、+2021年・78歳没）
- 9月24日 - ジェリー・マースデン（歌手、ジェリー&ザ・ペースメイカーズ、+2021年・78歳没）
- 10月15日 - 江波杏子（女優・歌手、+2018年・76歳没）
- 11月9日 - 岡山潔（ヴァイオリニスト、+2018年・75歳没）
- 11月27日 - ジミ・ヘンドリックス（ギタリスト・シンガーソングライター、+1970年・27歳没）
- 12月19日 - コーネル・デュプリー（ミュージシャン、+2011年・68歳没）

## 死去
- 1月4日 - レオン・イェッセル（ドイツ、作曲家、*1871年）
- 1月28日 - 徳山璉（神奈川県、歌手、*1903年）
- 4月5日 - 杉井幸一（作曲家、*1906年）